# Phares du Saint-Laurent
Les phares du Saint-Laurent sont quarante-trois phares situés au Québec, en bordure du fleuve Saint-Laurent ou dans ses îles. Cinq sont classés monuments historiques, quinze sont reconnus, une dizaine sont accessibles au public.

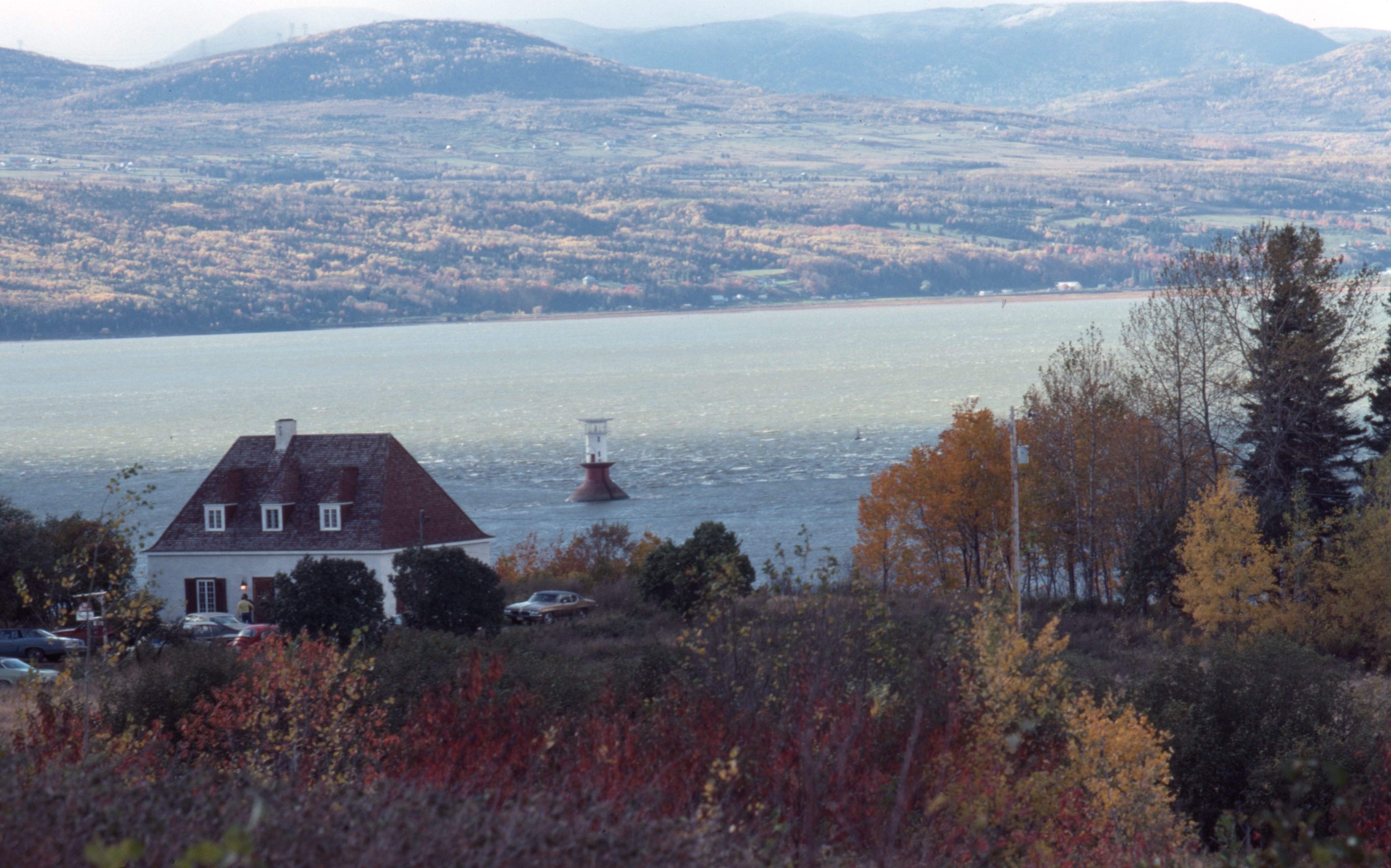
Pilier-phare, Pointe de la Prairie, est de L'Isle-aux-Coudres, massif de Charlevoix, et Baie-Saint-Paul, 1971,

, L'Isle-aux-Coudres

## Histoire

### Des pilotes au lieu des phares
En 1711, une violente tempête s'éleva dans le fleuve et une partie de la flotte de guerre britannique, en route pour assiéger Québec, fit naufrage sur les récifs de l'île aux Œufs, tuant d'un coup 900 hommes et mettant fin à l'expédition de l'amiral britannique Walker.
Les phares étaient donc indispensables, mais ce n'est qu'environ 50 ans plus tard qu'on installa la première tour-à-feu.
Le tout premier phare du Saint-Laurent construit est celui de l'île Verte, 1809 ; le seul phare construit dans les cinquante premières années du régime anglais. Le deuxième plus ancien est celui de la Pointe-des-Monts érigé longtemps après en 1830.

### Les signaux sonores

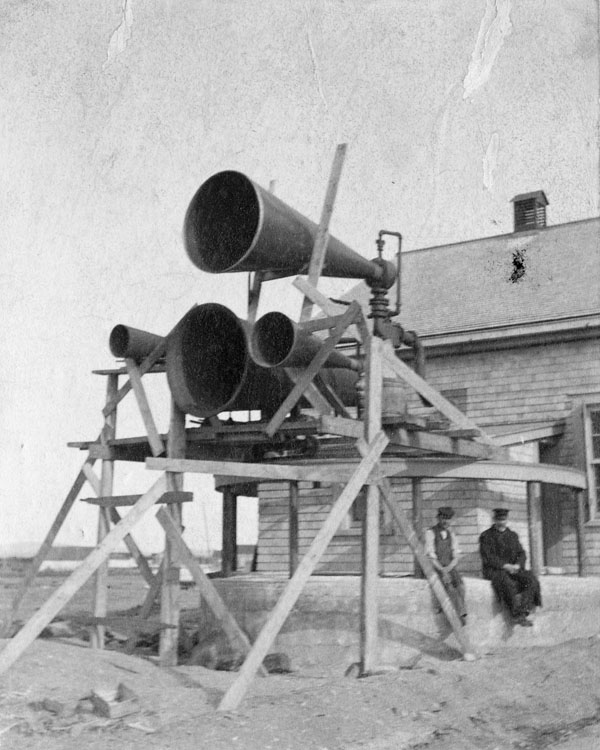
Corne de brume expérimentale au Phare de Pointe-au-Père, en 1903.

### Les gardiens de phares
Edmour Carré, gardien des phares de Pointe-Carleton et Cap-à-la-Table (île d'Anticosti) et de Cap-au-Saumon (Charlevoix) de 1950 à 1972, a raconté sa vie dans l'ouvrage Je veille encore. Il a reçu le Prix du patrimoine de Charlevoix 2011, catégorie «Porteurs de traditions», pour souligner sa contribution à la préservation du patrimoine.

### Deuxième vie

#### Hébergement touristique
Depuis le départ des derniers gardiens de phare (fin des années 1980), certains des bâtiments ont été récupérés et transformés en hébergements touristiques de courte durée : 
- Phare de l'Île-du-Pot-à-l'Eau-de-Vie
- Les maisons du phare de l'Île Verte
- La maison du gardien du phare de Cap-Chat
- La maison du gardien du phare de Pointe-des-Monts
- Les maisons du phare de l'Île-aux-Perroquets

## Route des phares
La route des phares est l'une des routes touristiques du Québec, elle met en valeur les 45 phares du Québec maritime et de Charlevoix et Chaudière-Appalaches. Dix-sept de ces attraits sont accessibles aux touristes soit pour une nuitée, une visite guidée ou un repas,.

### Histoire
C'est en 2001 que la Corporation des gestionnaires de phares de l'estuaire et du golfe Saint-Laurent et le Québec maritime commencent le développement d'une future route des phares. La Corporation instaure alors un passeport des phares du Saint-Laurent, appelé le Passephare. Durant la même période, le photographe Patrice Halley publie un livre de photographies sur les phares du Québec intitulé Les Sentinelles du Saint-Laurent.

### Trajet
La route des phares traverse sept régions touristiques: Charlevoix, Chaudière-Appalaches, Bas-Saint-Laurent, Manicouagan, Duplessis, Gaspésie et Îles-de-la-Madeleine, ainsi que près d'une quarantaine de villes différentes.

## Liste

### De Québec à Rimouski
- Pilier-de-Pierre[10], Chaudière-Appalaches, à environ 5 kilomètres à l'est de l'Archipel de l'Isle-aux-Grues et au sud-ouest de Saint-Jean-Port-Joli, le phare Pilier de pierre fut érigé en 1843. Ce phare est le 3e plus ancien dans le fleuve et est installé sur un îlot rocheux, abrupt et dénudé ; localisé à la latitude 47° 12' 20" et longitude -70° 21' 42".
- Cap-au-Saumon, situé à Port-au-Persil à l'est de La Malbaie près de Saint-Siméon dans Charlevoix, 46 pieds de haut, construit en 1894, il se trouve directement sur le bord du fleuve. Administré par la Corporation du Phare de Cap-au-Saumon.
- Cap de la Tête au chien[11], à 8,5 km, sur la rive, au nord-est de Saint-Siméon dans Charlevoix. Il est juché sur une côte rocheuse, à 7,5 km en face de l'île aux Lièvres qui est au centre du fleuve.
- Le phare du Haut-fond Prince, surnommé la Toupie, en face de Tadoussac, Côte-Nord[12]. Il est présentement laissé à l’abandon et en attente de nouveaux propriétaires.
- Phare de l'île Verte[13], C'est le plus vieux du Saint-Laurent, construit en 1809 sur les récifs Les Couillons[14], à la pointe est de l'île Verte ; il a même  conservé ses canons à brume de l'époque[15]. Il a été classé monument historique par la Commission des lieux et monuments historiques du Canada en 1976. Depuis le 18 novembre 2006, les Gardiens du phare de l’Île Verte, a obtenu le statut d’organisme de bienfaisance et à la suite des démarches de ce groupe, le phare deviendra propriété municipale.
- Île Rouge, Charlevoix, construit en 1848[16], le phare qui s’y trouve fut habité jusqu’en 1988.

- Pot à l'Eau-de-Vie[17], Bas-St-Laurent, Sur l'île Le Pot du Phare se trouve un phare mis en service en 1862 et abandonné en 1964. Les trois îles du petit archipel abritent d'importantes colonies d'oiseaux aquatiques. C'est sur l'une d'entre elles, qu'on retrouve le phare du Pot, un bâtiment historique construit sur un minuscule promontoire. Il dirigeait le trafic maritime dans le chenal sud du fleuve, entre l'île aux Lièvres et Rivière-du-Loup. Il est accessible au public et on peut même y séjourner[18]. Il est géré par la Société Duvetnor, qui y amène les touristes et visiteurs dans les îles et pour y visiter le phare de l'île Le Pot du Phare.
- Île Bicquette, Bas-Saint-Laurent, situé dans l'archipel des îles du Bic.

- Phare de Pointe-au-Père, à Pointe-au-Père, Rimouski, Bas-St-Laurent. Construit en béton armé en 1909, il est octogonal, renforcé de huit contreforts, eux aussi en béton armé, et d’une hauteur de 33 mètres. C'est le deuxième plus haut phare du Canada de l’Est (après celui du Cap-des-Rosiers, de 37 mètres de hauteur). 128 marches mènent au sommet. Ce phare marque l’endroit où le fleuve devient officiellement l’estuaire du Saint-Laurent. Il s’agit du troisième phare érigé à Pointe-au-Père. Un premier phare y a été construit en 1859 ; celui-ci avait cinq lampes à l’huile équipées de réflecteurs de 21 pouces et fut détruit dans un incendie le 13 avril 1867. Un deuxième phare l'a remplacé, avant la construction de l'actuel en 1909. Celui-ci, aujourd'hui désaffecté, fait partie du site historique maritime de la Pointe-au-Père.

### Gaspésie
- Phare de la Pointe-Mitis, à Métis-sur-Mer, Gaspésie
- Phare de Matane[19], situé près du quai de Matane, sur la route 132, en Haute-Gaspésie.

- Phare de Cap-Chat, construit en 1871.
- Phare de La Martre, situé entre les phares de Cap-de-la-Madeleine et de Cap-Chat. Il est classé dans les 10 plus beaux au Québec[20]

- Phare du Cap-de-la-Madeleine, situé au nord de la Péninsule de la Gaspésie
- Phare de Pointe-à-la-Renommée, 1880, à 30 km au nord de Gaspé ; déjà désigné sous le nom Fame Point et était pourtant  sur une carte hydrographique de 1850.

- Phare de Cap-des-Rosiers, érigé en 1858, il est le plus haut du Canada. Il constitue aujourd’hui la porte d’entrée du parc national Forillon. Facilement accessible par la route 132 et on peut le visiter.

- Phare de Cap Gaspé [21], est localisé à l'extrême sud d'une péninsule, à 14 km au sud de Cap-des-Rosiers.
- Phare du Cap d'Espoir, Baie des Chaleurs, entre Grande Rivière et l'Anse-à-Beau-Fils.

#### Baie des chaleurs
- Phare de Port-Daniel Ouest
- Phare de la Pointe Bonaventure
- Phare de Pointe-Duthie
- Phare de Carleton

### Îles de la Madeleine
- Phare du Cap Alright[22], situé sur la partie sud-est de l'île, à Havre-aux-Maisons, Îles de la Madeleine.
- Phare de l'Étang-du-Nord, Étang-du-Nord, Îles de la Madeleine
- Phare de l'Anse-à-la-Cabane[23]  , Îles de la Madeleine, aussi appelé phare de l'île du Havre Aubert, phare de Millerand, ou en anglais Amherst Island Light ; le plus haut phare des Îles de la Madeleine
- Phare de l'île d’Entrée[24], Îles de la Madeleine
- Phare de l'Île-Brion, Îles de la Madeleine
- Phare du Rocher-aux-Oiseaux, Îles de la Madeleine.

### Côte-Nord
- Cap-de-Bon-Désir[25], situé à Bon Désir, municipalité des Bergeronnes, voisin de Paradis-Marin, Côte-Nord.
- Pointe-des-Monts[26], situé sur la minuscule île du Vieux Phare (un pont la relie au rivage[27]), au sud-ouest de Baie-Trinité. Des canons à brume étaient utilisés les jours de brouillard avant l'arrivée des cornes de brume.
- Île aux Œufs, Côte-Nord, Phare sur une île isolée, à 22 kilomètres au nord de Baie-Trinité et 45 kilomètres au sud de Port-Cartier. L'île aux Œufs est particulièrement connue pour être le lieu du naufrage de 900 marins de la flotte britannique qui périrent sur ses récifs en août 1711.
- Île du Grand Caouis, Côte-Nord
- Île du Corossol, Archipel des Sept Îles sur la Côte-Nord

- Île-aux-Perroquets[28], le phare est juché sur l'île[29] la plus à l'ouest de l'archipel de Mingan, à environ 4,5 km du littoral, en Minganie, Basse-Côte-Nord. C'est le début du golfe du Saint-Laurent.
- Phare de la Petite Île au Marteau, Minganie

#### Île d'Anticosti
- Cap-de-Rabast[30], phare à Pointe-Nord, dans la pourvoirie du lac Geneviève, à Anticosti (rabast, en vieux français, désignait le lieu où les bateaux se rabattent en attendant la fin du mauvais temps).
- Pointe Carleton, Anticosti[31], situé sur la partie nord de l'île soit à 100 km à l'est de Port-Menier et à 100 km à l'ouest de la pointe est de l'île.
- Cap-de-la-Table, au nord-est de l'Île d'Anticosti, à 30 km de l'extrême pointe est de l'île.
- Escarpement Bagot, Anticosti
- Phare de la Pointe Sud-Ouest, Anticosti [32]
- Feux d'alignement de la Baie Ellis, Anticosti

#### Basse-Côte-Nord
- Île Plate, Basse-Côte-Nord
- Île Sainte-Marie, Basse-Côte-Nord
- Île aux Trois Collines (Triple Hill Island), Basse-Côte-Nord

## Phares disparus
- Grande Île Kamouraska[33], Kamouraska, construit en 1862, démoli en 1982.
- Île du Long-Pèlerin[34], Saint-André-de-Kamouraska, construit en 1862, abandonné en 1982. Il ne reste plus que la tour du phare.
- Roche à Veillon[35], Saint-Jean-Port-Joli, construit en 1876, démoli en 1947. Connu en anglais sous le nom de Algernon Rock.
- Traverse d'en Bas (Lower Traverse)[36], Saint-Roch-des-Aulnaies, construit en 1900; remplacé par un bateau-phare en 1921.
- Traverse d'en Haut (Upper Traverse)[36], Saint-Roch-des-Aulnaies, construit en 1902.
- Pointe-Ouest, Anticosti

## Dans la culture

### Cinéma
- Haut-fond Prince (produit par MORI QUAM et distribué par Les Films du 3 mars) du réalisateur Martin Rodolphe Villeneuve[37]. Film de fiction dont l'action se déroule au pilier-phare du Haut-fond Prince.

### Timbres-poste
En 1985, Postes Canada procède à l'émission de timbres-poste de quatre timbres-poste de phares contemporains canadiens. On y retrouve le phare du Haut-fond Prince.
En 2007, Postes Canada émets des timbres-poste rendant hommage à cinq phares historiques. Au Québec, le phare sélectionné pour cette parution est celui de Cap-des-Rosiers.